# Ballingschapssymfonie
Alan Hovhaness componeerde zijn Ballingschapssymfonie, Symfonie nr. 1 opus 17.2 in 1936.
Hovhaness componeerde het werk in de tijden dat er (opnieuw) een vervolging was van de katholieke Armeniërs in het overwegend islamitische Turkije. Een zaak die overigens in de 21e eeuw nog steeds speelt; de wereld spreekt van genocide, de Turken ontkennen dat hevig. Hovhaness was rechtstreeks bij deze zaak betrokken want zijn directe familie werd ook vervolgd. Om deze zaak aan de (muzikale) kaak te stellen componeerde hij dit werk. Hoezeer de componist erbij betrokken was valt wellicht te herleiden uit de titel van het werk. Bijna al zijn symfonieën hebben subtitels, deze heeft echter symfonie nr. 1 als bijtitel. De kwestie Armenië, Turkije zou regelmatig voorkomen in Hovhaness werk.

## Muziek
Het werk heeft de bijtitel symfonie nr. 1; het is lang niet zeker dat dit zijn eerste symfonie is. Hovhaness heeft veel van zijn vroege werk zelf vernietigd (hij was er ontevreden over) en gezien zijn staat van dienst binnen het genre, is het te verwachten dat onder dat vernietigd werk ook een of meer symfonieën zaten. Deze eerste officiële symfonie bevat alle ingrediënten, die later in zijn muziek steeds terugkomen. Hovhaness is een man van langgerekte gedragen melodielijnen, die een zeer klassieke opbouw hebben. Hij grijpt dan ook bijna in alle zijn werken terug op dezelfde zaken die de muziek van Johann Sebastian Bach en Georg Friedrich Händel zo populair maakte. Een ris van fuga’s, hymnes, koralen siert zijn werk op, gepaard gaand met de klassieke contrapunt. Hovhaness verpakt het geheel in muziek die zeker Armeense klanken heeft en Oosters aandoet. Hovhaness mixt dat geheel met muzikale invloeden vanuit China, Japan, India, Engeland en de Verenigde Staten. Zo ontstond een mystieke mix van seculiere en religieuze muziek. Hovhaness bleef nog lang sleutelen aan zijn “eerste” ; voltooiing was pas gereed in 1970 toen het middendeel werd ingevoegd.

### Delen
1. Andante espressivo
2. Grazioso
3. Finale : Andante; presto.

De klassieke vierdeling is een beetje verloren gegaan; de laatste twee delen zijn samengevoegd. Er zijn lange soli voor de houtblazers; dwarsfluit, hobo, klarinet en fagot spelen regelmatig alleen tegenover de rest van het orkest. Daarbij is ook zijn muzikale handtekening murmur (onregelmatig gepluk aan de strijkinstrumenten op de achtergrond) te horen. De rustige soli worden in deel 1 onderbroken door fanfares. In deel 2 spelen de solisten dikwijls tegenover de harp en strijkinstrumenten. Deel 3 is de fuga.
De eerste uitvoering vond plaats door het BBC Symphony Orchestra onder leiding van Leslie Heward op 26 mei 1939, Heward was zeer te spreken over deze "gewaagde" muziek (tegenover de chromatische werken die toen in de mode waren). De eerste uitvoering vond plaats tijdens een radio-uitzending.

## Orkestratie
- 2 dwarsfluiten, 2 hobo’s, 2 klarinetten, 2 fagotten
- 4 hoorns, 3 trompetten, 3 trombones, 1 tuba
- 1 stel pauken, 1 harp;
- violen, altviolen, celli, contrabassen

Ook Leopold Stokowski was onder de indruk; het horen van deze symfonie zou eindelijk leiden tot de opdracht voor Symfonie nr. 2, zijn tweede qua publicatie. Tussen zijn symfonie nr. 1 en symfonie nr. 2 zit negentien jaar; in die jaren componeerde hij zijn tiende, achtste, negende, vijfde, dertiende en vijfenveertigste (!); deze werden echter allemaal pas later gepubliceerd (in die volgorde).

## Discografie
- Uitgave onbekend op 78-toeren elpee; de première;
- Uitgave NBC-elpee, later cd: Stokowski met het NBC Symphony Orchestra (6 december 1942)
- Uitgave Delos Compact disc; Seattle Symphony o.l.v. Gerard Schwarz; (6,7 en 12 juni 1994)